# Zet Molas
Zet Molas, vlastním jménem  Zdena Holubová, provdaná Zdenka Smolová (18. března 1896 Hradec Králové – 1956 Německo) byla česká filmová režisérka, herečka, scenáristka a průkopnice české filmové kritiky.

## Život
Studovala na pražské Vysoké škole uměleckoprůmyslové v ateliéru Otakara Španiela, po válce navštavovala École des Beaux-Arts v Paříži.
I díky financím od svého manžela, podnikatele Bohumila Smoly, se v roce 1923 v Praze prosadila v pořadí jako třetí česká režisérka (po Olze Rautenkranzové a Thei Červenkové) se svým venkovským romantickým filmem Závěť podivínova.
Po dokončení filmu se vydala do Francie údajně natáčet filmovou adaptaci románu Théophila Gautiera Slečna de Maupin. Ve filmu měla být titulní postavou operní diva, která svým šarmem sváděla obě pohlaví. Produkce se však nepovedla a film nebyl nikdy dokončen, proto se Molas vrátila zpět do Prahy.
V období 1926–1927 spoluvlastnila s manželem a vedla jako hlavní redaktorka časopis Český filmový svět. Původně byl popularizačně laděn, ale pod jejím vedením dostal výrazně avantgardní ráz. Kromě jejího osobního estetického vkusu za to mohl i její milostný poměr s Vítězslavem Nezvalem, který poté začal do časopisu přispívat svými recenzemi, esejemi a básněmi spolu s několika dalšími autory z okruhu levicového uměleckého svazu Devětsil. Molas v té době psala do časopisu vlastní teoretické články, kritické stati či běžné recenze. Ve svých textech zastávala avantgardní pozici, avšak na rozdíl od většiny avantgardistů doma i v zahraničí nevymezuje film striktně v opozici vůči ostatním druhům umění.
Molas také vlastnila společnost Molas–film. Připravovala natáčení několika dalších filmů; v roce 1926 tisk oznámil, že se již natáčí film Slečna de Maupin ve spolupráci Zet Molas a Vítězslava Nezvala (scénář i režie). Ve filmu měly mj. hrát Zet Molas a Anny Ondráková. Dalším připravovaným filmem společnosti Molas měl být Karneval Vítězslava Nezvala. V roce 1937 bylo oznámeno dokončení scénáře a plánované natáčení filmu Milostná mámení podle divadelní hry Franka Tetauera. Tyto plány se ale neuskutečnily.
Poté, co vzniknul film Pancéřové auto, odjela do Německa a Francie. V Československu se ve filmovém průmyslu znovu uplatnila v letech 1936–1937 filmem Karel Hynek Mácha.

### Soukromý život
Zet Molas byla poprvé provdána jako Grossmanová, pak po rozvodu za velkoobchodníka s dřevem Bohumila Smolu. V Praze žili manželé Smolovi v ulici Národní obrany. Bohumil Smola se za německé okupace přihlásil k německému původu. Exponoval se již krátce po vzniku Protektorátu, např. již v červenci 1939 byl jmenován tzv. Treuhänderem (arizačním důvěrníkem) v pražském kině Adria.Společně s Molas schvaloval okupační moc Německa. Po válce byla proto odsunuta do Západního Německa, kde v zapomnění zemřela. Její dcera Helena Smolová (1922), si v roce 1943 zahrála dvě epizodky ve filmech Mlhy na blatech a Tanečnice.
Roku 1925 prožila krátký a bouřlivý milostný vztah s Vítězslavem Nezvalem. Nezval mj. napsal dva oslavné akrostichy na jméno Zet Molas a zveřejnil je v Českém filmovém světě a věnoval jí básnickou sbírku Menší růžová zahrada.

## Dílo
Debutovala filmem Závěť podivínova (1923, film je považován za ztracený). Jeho natáčení probíhalo v ateliérech A-B, které byly postaveny podle scénických návrhů Molas. Film byl oceňován dobovou kritikou pro své výtvarné zpracování i herecké obsazení.
Ve filmu Mlynář a jeho dítě (1928, považován za ztracený), který vznikl podle divadelní hry Ernsta Raupacha v její vlastní produkci, využila Molas některé prvky avantgardy. Jedná se o vůbec první český pokus o skloubení filmu s poetikou surrealismu (v době, kdy ve Francii vznikal například Andaluský pes). Film je pojat v záměrně vyhraněném výtvarném stylu a zpracovává lehce nadpřirozený námět o mlynáři, kterému se na hřbitově zjevují duše těch, kteří mají zemřít. Díky tomu je považována za první avantgardní režisérku v Čechách, společně s Milošem Hajským. 
V roce 1929 Molas vyprodukovala i napsala námět a scénář česko-německé akční krimi komedie režírované Rolfem Randolfem, Pancéřové auto. Ve filmu si také zahrála hlavní roli ženské milenky automobilového závodníka.
Do české kinematografie se vrátila až v roce 1936, kdy zpracovala scénář ke komedii Lojzička. O rok později natočila svůj poslední snímek Karel Hynek Mácha s Ladislavem Boháčem v hlavní roli. Jednalo se o životopisný film natočený podle divadelní hry Emila Synka Mimo proud a zároveň o její klíčové dílo. Vybočila v něm ze svých avantgardních výbojů a pojala ho jako klasicky vystavěné drama.

### Filmografie
- 1923 – Závěť podivínova (námět, scénář, režie)
- 1928 – Mlynář a jeho dítě (scénář, režie, role mlynářovy dcery Marie)
- 1929 – Pancéřové auto (námět, scénář, role Hamiltonovy dcery Bessy)
- 1936 – Lojzička (scénář; režie Miroslav Cikán, hlavní role Jarmila Beránková)
- 1937 – Karel Hynek Mácha (scénář, režie; hlavní role Ladislav Boháč)